# Курозвенцкий, Кшеслав (каштелян сандомирский)
Кшеслав из Ходува и Курозвенок, Кшеслав Курозвенцкий (? — 1392) — польский государственный и военный деятель, каштелян сондецкий (с 1373) и сандомирский (1384), генеральный староста великопольский (1387—1389), староста луцкий (1388).

## Биография
Представитель польского магнатского рода Курозвенцих герба «Порай». Сын каштеляна краковского Добеслава Курозвенцкого (ок. 1320—1397) и брат Завиши Курозвенцкого, канцлера коронного и епископа краковского.
Около 1368 года Кшеслав Курозвенцкий упоминается при дворе польского короля Казимира Великого, вероятно, сопровождал его в поездке в Венгрию. Вместе со своим отцом Добеславом и братом Завишей принадлежал к сторонникам Анжуйской династии. В 1373 году Кшеслав Курозвенцкий стал каштеляном сондецким, также он использовался титулы старосты и генерального судьи Сондецкой земли. После первого сейма в Кошице (1373—1374), где Курозвенцкие пытались получить поддержку духовенства по наследованию польского престола дочерьми Людовика Венгерского, Кшеслав вместе со своим отцом отправился в монастырь бенедиктинцев на Лысой горе. В 1382 году Кшеслав вместе с отцом устроил впышные похороны своего брата Завиши.
В январе 1387 года каштелян сандомирский Кшеслав Курозвенцкий участвовал в военной экспедиции польской королевы Ядвиги на Червонную Русь. 1 марта 1387 года в Городке-Галицкой он вместе с другими польскими сановниками подписал охранную королевскую грамоту для мещан Львова. В конце 1387 года Кшеслав Курозвенцкий был назначен генеральным старостой великопольским. В 1388 году он стал первым из поляков, который получил от короля Владислава Ягелло должность старосты луцкого после присоединения этой части Волыни к польской короне.

## Семья
Был женат на Маргарите (Малгоржате), фамилия которой неизвестна. Дети:
- Добеслав из Курозвенок (умер после 1433), подстароста краковский (1426—1432), бургграф краковский (1433)
- Ян из Ходува (умер после 1433), подстароста краковский (1428), бургграф краковский (1428—1434)
- Генрик (умер после 1398)
- Николай из Михалува и Курозвенок (ок. 1370—1438), каштелян войницкий (1399), воевода сандомирский (1410), староста краковский (1428—1431, 1432—1438), каштелян краковский (1430—1438), староста серадзский.